# هوك (شهرضا)
هوك هي قرية في مقاطعة شهرضا، إيران. يقدر عدد سكانها بـ 144 نسمة بحسب إحصاء 2016.